# Герберт Бломстедт
Герберт Бломстедт (швед. Herbert Blomstedt; нар. 11 липня 1927, Спрінгфілд, Массачусетс, США) — шведський диригент.

## Життєпис
Народився в США, звідки його батьки в 1929 повернулися на батьківщину до Швеції. Здобув освіту в Королівській вищій музичній школі в Стокгольмі і Упсальському університеті. Після 1949 продовжив навчання сучасної музики в Дармштадті, бароковій Базельській школі співу (лат. Schola Cantorum Basiliensis) у Пауля Захера і диригуванню в Ігоря Маркевича та Жана Мореля в Джульярдській школі й Леонарда Бернстайна в Тенглвудському музичному центрі.

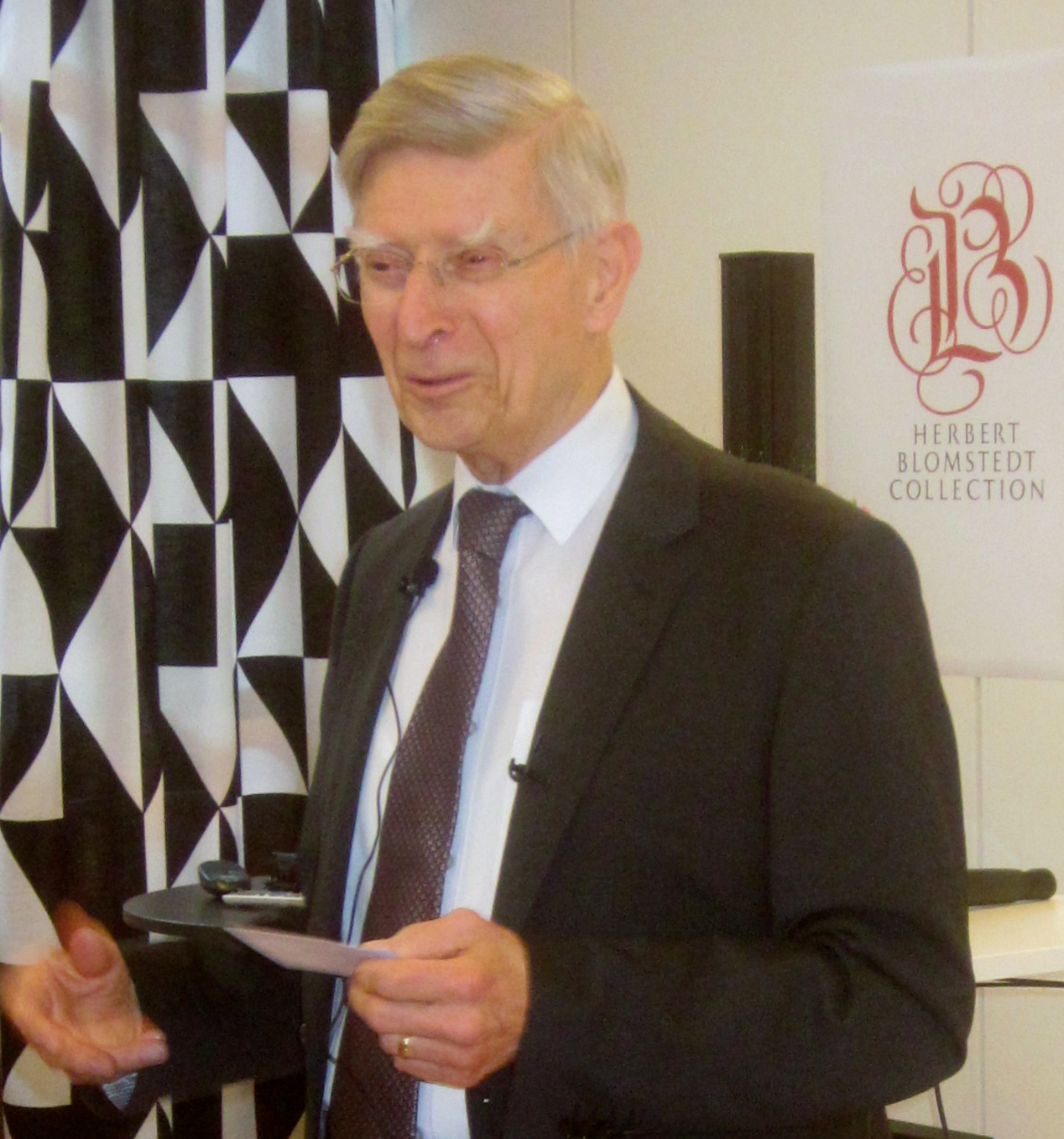
Герберт Бломстедт, 2015

У 1954—1962 очолював Норрчепінзький симфонічний оркестр, в 1962—1968 — Філармонічний оркестр Осло, в 1967 — 1977 — Симфонічний оркестр Данського радіо, в 1977—1982 — Симфонічний оркестр Шведського радіо. У 1975—1985 був головним диригентом Саксонської державної капели в Дрездені, з якою записав твори Ріхарда Штрауса і симфонії Бетховена і Шуберта. У 1985—1995 він очолював Симфонічний оркестр Сан-Франциско, отримавши з ним дві премії Греммі. У 1996—1998 він був головним диригентом Симфонічного оркестру Північнонімецького радіо, в 1998—2005 Лейпцизького оркестру Гевандхауса.
Серед здійснених записів — твори Людвіга ван Бетховена (усі симфонії з Саксонської державної капелою), Йоганнеса Брамса, Густава Малера, Фелікса Мендельсона, Карла Нільсена (усі симфонії з Симфонічним оркестром Сан-Франциско, всі симфонії з Симфонічним оркестром Данського радіо), Яна Сібеліуса (усі симфонії з Симфонічним оркестром Сан-Франциско), Пауло Хіндеміта, Ріхарда Штрауса, Франца Шуберта (усі симфонії з Саксонською державної капелою).
Бувши адвентистом сьомого дня, Бломстедт не репетирує по суботах, але диригує концертами, не вважаючи це роботою.